# Roscoe (Illinois)
Roscoe é uma vila localizada no estado americano de Illinois, no Condado de Winnebago.

## Demografia
Segundo o censo americano de 2000, a sua população era de 6244 habitantes.
Em 2006, foi estimada uma população de 8742, um aumento de 2498 (40.0%).

## Geografia
De acordo com o United States Census Bureau tem uma área de
24,2 km², dos quais 24,0 km² cobertos por terra e 0,2 km² cobertos por água.

## Escolas
Perto de Roscoe tem 5 escolas publicas. Uma delas e' Harlem High School, Machesney Park.

## Localidades na vizinhança
O diagrama seguinte representa as localidades num raio de 12 km ao redor de Roscoe.